# Slaton (Teksas)
Slaton je grad u američkoj saveznoj državi Teksas. Prema popisu stanovništva iz 2010. u njemu je živjelo 6.121 stanovnika.